# Магістральна вулиця (Київ)
Магістра́льна ву́лиця — вулиця в Шевченківському районі міста Києва, місцевості Дехтярі та Нивки. Пролягає від вулиці Василя Данилевича до кінця забудови.
Прилучаються вулиці Калинова, Черкаська, Авіаконструктора Ігоря Сікорського, Жамбила Жабаєва та провулок Михайла Ялового. Після перетину з вулицею Жамбила Жабаєва Магістральна вулиця переривається лісосмугою та продовжується вздовж струмка Сирець, у парку «Дубки».

## Історія
Вулиця виникла у 1910-х роках, мала назву Воскресе́нська, під цією ж назвою позначена на німецькій карті міста 1943 року. Сучасна назва — з 1955 року.